# (3049) Kuzbass
(3049) Kuzbass es un asteroide perteneciente al cinturón de asteroides, descubierto el 28 de marzo de 1968 por Tamara Mijáilovna Smirnova desde el Observatorio Astrofísico de Crimea (República de Crimea).

## Designación y nombre
Designado provisionalmente como 1968 FH. Fue nombrado Kuzbass en homenaje a la Cuenca de Kuznetsk (a menudo llamada Kuzbáss).